# Olga van Württemberg

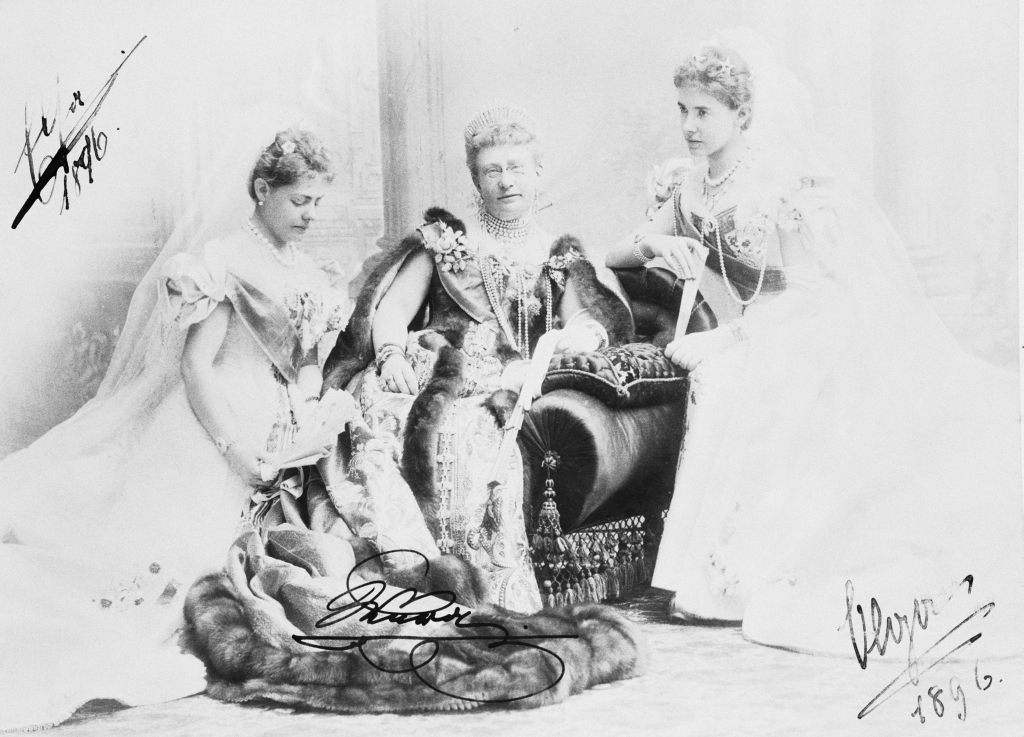
Hertogin Olga van Württemberg, prinses van Schaumburg-Lippe

Olga Alexandrina Maria van Württemberg (Stuttgart, 1 maart 1876 - Ludwigsburg, 21 oktober 1932) was een hertogin van Wüttemberg. 
Zij was de jongste van een meisjestweeling, die geboren werd bijna een jaar na het overlijden van hun oudste broertje. Haar ouders waren hertog Eugenius en Vera Konstantinova Romanova. Via haar vader - wiens moeder een achternicht was van koningin Emma - was zij gelieerd aan het Nederlands koningshuis. Haar oudere tweelingzus was hertogin Elsa.
Ze leek voorbestemd om te trouwen met Max van Baden, maar dat huwelijk vond nooit plaats. In 1898 circuleerde er geruchten dat ze zou huwen met prins Eugenius van Zweden, de jongste zoon van koning Oscar II. Ook dat bleven geruchten. Ze trouwde in november van dat jaar met Maximiliaan van Schaumburg-Lippe, oudere broer van Albrecht, met wie haar zuster Elza vier jaar daarvoor was getrouwd. Het paar kreeg drie kinderen:
- Eugenius (1899-1929)
- Albrecht (1900-1984)
- Bernhard (1902-1903)[1]